# NGC 1706
NGC 1706 في الفهرس العام الجديد، هي مجرة، تقع في كوكبة أبو سيف (كوكبة). اكتشفت في 25 ديسمبر 1837 بواسطة جون هيرشل.

## روابط خارجية
- NGC 1706 على موقع ويكي سكاي: DSS2, SDSS, GALEX, IRAS, Hydrogen α, X-Ray, Astrophoto, Sky Map, Articles and images